# Liste der Kulturdenkmäler in Eltville am Rhein
Die folgende Liste enthält die in der Denkmaltopographie ausgewiesenen Kulturdenkmäler auf dem Gebiet  der  Stadt Eltville am Rhein, Rheingau-Taunus-Kreis, Hessen.
Hinweis: Die Reihenfolge der Denkmäler in dieser Liste orientiert sich zunächst an Stadtteilen und anschließend der Anschrift, alternativ ist sie auch nach der Bezeichnung, der vom Landesamt für Denkmalpflege vergebenen Nummer oder der Bauzeit sortierbar.
Kulturdenkmäler werden fortlaufend im Denkmalverzeichnis des Landes Hessen durch das Landesamt für Denkmalpflege Hessen auf Basis des Hessischen Denkmalschutzgesetzes (HDSchG) geführt. Die Schutzwürdigkeit eines Kulturdenkmals hängt nicht von der Eintragung in das Denkmalverzeichnis des Landes Hessen oder der Veröffentlichung in der Denkmaltopographie ab.

Das Vorhandensein oder Fehlen eines Objekts in dieser Liste ist keine rechtsverbindliche Auskunft darüber, ob es Kulturdenkmal ist oder nicht: Diese Liste entspricht möglicherweise nicht dem aktuellen Stand der offiziellen Denkmaltopographie. Diese ist für Hessen in den entsprechenden Bänden der Denkmaltopographie Bundesrepublik Deutschland und im Internet unter DenkXweb – Kulturdenkmäler in Hessen einsehbar. Auch diese Quellen sind, obwohl sie durch das Landesamt für Denkmalpflege Hessen aktualisiert werden, nicht immer aktuell, da es im Denkmalbestand immer wieder Änderungen gibt.
Eine verbindliche Auskunft erteilt allein das Landesamt für Denkmalpflege Hessen.
Nutze diese Kartenansicht, um Koordinaten in der Liste zu setzen. In dieser Kartenansicht sind Kulturdenkmale ohne Koordinaten mit einem roten bzw. orangen Marker dargestellt und können in der Karte gesetzt werden. Kulturdenkmale ohne Bild sind mit einem blauen bzw. roten Marker gekennzeichnet, Kulturdenkmale mit Bild mit einem grünen bzw. orangen Marker.
Die Kulturdenkmäler der einzelnen Stadtteile sind in eigenen Listen enthalten:
- Liste der Kulturdenkmäler in Erbach (Rheingau)
- Liste der Kulturdenkmäler in Hattenheim
- Liste der Kulturdenkmäler in Martinsthal
- Liste der Kulturdenkmäler in Rauenthal (Rheingau)

## Legende
- Bild: Zeigt ein Bild und eine Bildbeschreibung des Kulturdenkmals sowie einen Link auf weitere Bilder.
- Bezeichnung: Nennt den Namen, die Bezeichnung oder die Art des Kulturdenkmals.
- Lage: Nennt den Straßennamen und wenn vorhanden die Hausnummer des Kulturdenkmals. Die Grundsortierung der Liste erfolgt nach dieser Adresse. Der Link „Karte“ führt zu verschiedenen Kartendarstellungen und nennt die Koordinaten des Kulturdenkmals.
- Beschreibung: Nennt bauliche und geschichtliche Einzelheiten des Kulturdenkmals, vorzugsweise die Denkmaleigenschaften.
- Bauzeit: Gibt die Datierung an; das Jahr der Fertigstellung bzw. den Zeitraum der Errichtung. Eine Sortierung nach Jahr ist möglich.
- Objekt-Nr.: Zeigt die Datensatz-Nummer des Landesamts für Denkmalpflege als Link sowie Links auf Wikidata und DDB.

## Eltville

### Gesamtanlagen
| Bild                                 | Bezeichnung                                              | Lage | Beschreibung | Bauzeit     | Objekt-Nr. |
| ------------------------------------ | -------------------------------------------------------- | --- | ------------ | ----------- | ---------- |
| Bild gesucht BW                      | Gesamtanlage Bertholdstraße                              | Bertholdstraße 7–17 (Südseite) Lage |              | Um 1900     | 119094 DDB |
| Bild gesucht BW                      | Gesamtanlage Blücherstraße                               | Blücherstraße 1–7 Lage |              | 1908        | 118828 DDB |
| Bild gesucht BW                      | Gesamtanlage Altstadt Eltville                           | Gutenbergstraße, Kiliansring 4–18, Nikolausstraße 1,3 Schwalbacher Straße (südlich der Bahn), Wilhelmstraße, Rheinufer / Platz von Montrichard Lage                                                                |              |             | 118831 DDB |
| Bild gesucht BW                      | Gesamtanlage Wallufer Straße                             | Wallufer Straße 1–75 Lage |              | 19./20. Jh. | 118899 DDB |
| Bild gesucht BW                      | Gesamtanlage Schwalbacher Straße und angrenzende Gebiete | Schwalbacher Straße 32–62 (West) 15–49 (Ost), Balduinstraße 10, 11, 12, 14, 15, 20, Feldstraße 1–16, Friedrichstraße 2–24 (Nord), 7–21 (Süd), Gartenstraße 9, 11, 12, 13, Jakobstraße 1–4, Taunusstraße 19–32 Lage |              | Nach 1856   | 118826 DDB |
| Bild gesucht BW                      | Gesamtanlage Crevestraße                                 | Crevestraße 3–17, 10–16 Lage |              | 1909        | 118827 DDB |
| Gesamtanlage Wörthstraße/Adolfstraße | Gesamtanlage Wörthstraße/Adolfstraße                     | Adelheidstraße 1–8, Adolfstraße 9, 11, 13, 15, 17, 19 Schlittstraße 3, 5, 9 Wörthstraße 1–3, 6, 8, 10 Lage |              | 1898–1911   | 118830 DDB |
| Bild gesucht BW                      | Gesamtanlage Scharfensteinstraße                         | Scharfensteinstraße 10–32 Lage |              | 1899–1913   | 118829 DDB |

### M–Schu
| Bild                                                | Bezeichnung                                             | Lage | Beschreibung | Bauzeit                     | Objekt-Nr. |
| --------------------------------------------------- | ------------------------------------------------------- | --- | --- | --------------------------- | ---------- |
| Ehem. zweites Rathaus                               | Ehem. zweites Rathaus                                   | Marktstraße 1 LageFlur: 41, Flurstück: 93/51                                                                                             | Platzbeherrschender traufständiger Massivbau mit Mansardendach. Vermutlich vom Mainzer Domkapitel erbautes Gebäude. Seit 1827 Rat- und Schulhaus. | Vermutlich 1725             | 118824 DDB |
|                                                     |                                                         | Marktstraße 2 LageFlur: 34, Flurstück: 107/29                                                                                            | Klassizistisches Wohn- und Geschäftshaus. | Bauantrag 1877              | 118756 DDB |
| Glockenhof                                          | Glockenhof                                              | Marktstraße 3 LageFlur: 41, Flurstück: 50                                                                                                | Massiver Barockbau mit Mansardenwalmdach und rundbogiger Hofeinfahrt. Ersterwähnung des Glockenhofs 1682. | Bauinschriftlich 1725       | 118757 DDB |
|                                                     |                                                         | Marktstraße 5 LageFlur: 41, Flurstück: 48                                                                                                | Massives traufständiges Wohn- und Geschäftshaus, seitlicher Sandsteintorbogen | 18. Jh.                     | 118758 DDB |
|                                                     |                                                         | Marktstraße 7 LageFlur: 41, Flurstück: 47                                                                                                | Aus zwei Gebäuden entstandenes Fachwerkhaus | Um 1515/16                  | 118759 DDB |
|                                                     |                                                         | Marktstraße 10 LageFlur: 34, Flurstück: 32                                                                                               | Traufständiges Fachwerkgebäude | 17./18. Jh.                 | 118760 DDB |
| Bild gesucht BW                                     | Martinshof (Eltzer Hof)                                 | Martinsgasse 1/3, Martinsgasse LageFlur: 34, Flurstück: 5, 6                                                                             | Wirtschaftshof aus zwei kleinen Wohngebäuden und einer Scheune. Gartenmauer mit Torpfosten aus Sandstein. Zum Rhein hin Reste der ehemaligen Stadtmauer. | 18. Jh.                     | 119005 DDB |
| Martinsturm (Eltzer Hof)                            | Martinsturm (Eltzer Hof)                                | Martinsgasse 2, Martinsgasse LageFlur: 34, 41, Flurstück: 6, 65, 67                                                                      | Torturm der ehemaligen Stadtmauer. | Ab 1332                     | 119034 DDB |
| weitere Bilder                                      | Eltzer Hof                                              | Martinsgasse 2/4/6 LageFlur: 41, Flurstück: 65                                                                                           | Ausgedehnte Gebäudegruppe, die in mehreren Phasen errichtet wurde. Der spätgotische zweigeschossige Westflügel wurde im 16. Jh. errichtet. Er verfügt über Schildgiebel und Zwerchhäuser. Im Norden 1905 nach historischem Vorbild verlängert. Die Ostseite entstand aus dem ehemaligen Gebäude des Viktorstifts. Erbaut um 1600, dem Westflügel baulich angeglichen. Zum Rhein hin durch die ehemalige Stadtmauer verbunden. Westlich wurde der Martinsturmeinbezogen. | Ab vor 1577                 | 119004 DDB |
| Martinshof                                          | Martinshof                                              | Martinsgasse 5 LageFlur: 34, Flurstück: 3                                                                                                | Im Hof zurückliegendes Fachwerkwohnhaus. Das Vordere Haus wurde 1992 neu errichtet. Der ursprüngliche Bau verfügte über ein Fachwerkobergeschoss. | 1668 oder früher            | 118761 DDB |
|                                                     |                                                         | Martinsgasse 7 LageFlur: 34, Flurstück: 2                                                                                                | Traufständiges Wohnhaus mit massiven Erdgeschoss und Fachwerkobergeschoss. | Spätes 18. Jh.              | 118695 DDB |
| Rosenhof                                            | Rosenhof                                                | Martinsgasse 9 LageFlur: 34, Flurstück: 1                                                                                                | Traufständiger Fachwerkbau mit Krüppelwalmdach und neueren Gauben | Um 1720                     | 118762 DDB |
| weitere Bilder                                      | Sektkellerei Matheus Müller                             | Matheus-Müller-Platz 1 LageFlur: 34, Flurstück: 63/4                                                                                     | Dreigeschossiges Verwaltungsgebäude mit Werkseinfahrt, erbaut 1928. Im Werkshof quadratischer Wasserturm und mehrere Hallen, sowie der Sohlern'sche Hof des 18. Jh. Altes Verwaltungsgebäude (Leerstraße 16) aus dem 19. Jh. zweigeschossig mit flachem Satteldach. Am Firmengelände befinden sich Reste der Stadtmauer. | 1928                        | 118763 DDB |
| weitere Bilder                                      | Sebastiansturm                                          | Matheus-Müller-Platz 1 LageFlur: 34, Flurstück: 63/4                                                                                     | Turm der ehemaligen Stadtmauer. Die Sebastiansstatue ist eine Nachbildung der nach der Pestepidemie von 1666 errichteten und 1920 zu dem Turm versetzten Statue. | Ab 1332                     | 118767 DDB |
| Matheus-Müller-Platz 2                              |                                                         | Matheus-Müller-Platz 2 LageFlur: 35, Flurstück: 1/70                                                                                     | Villa mit Walmdach und historisierenden Zierelementen | Bauantrag 1901              | 118696 DDB |
| Bild gesucht BW                                     | Viertes ehem. Rathaus                                   | Matheus-Müller-Straße 3 LageFlur: 33, Flurstück: 3/2                                                                                     | Villenartiger Verwaltungsbau. Ursprünglich als Sitz der Ortskrankenkasse Eltville errichtet. Rathaus bis 2006 | 1929                        | 119070 DDB |
|                                                     |                                                         | Mühlstraße 1 LageFlur: 37, Flurstück: 69                                                                                                 | Fachwerkwohnhaus auf quadratischem Grundriss. Im Erdgeschoss teilweise Massivbau. Nach Brand weitestgehend erneuert | 18. Jh.                     | 118764 DDB |
|                                                     |                                                         | Petersweg 4 LageFlur: 37, Flurstück: 46                                                                                                  | Giebelständiges Fachwerkwohnhaus, verputzt. Reste der Stadtmauer und eines halbrunden Schalenturm sind in das Gebäude einbezogen. | 18. Jh.                     | 118697 DDB |
|                                                     |                                                         | Petersweg 5 LageFlur: 37, Flurstück: 81                                                                                                  | Giebelständiges Fachwerkwohnhaus. | 18. Jh.                     | 118698 DDB |
|                                                     |                                                         | Petersweg 10 LageFlur: 37, Flurstück: 43/1                                                                                               | Traufständiges verputztes Fachwerkwohnhaus. Das Erdgeschoss wurde 1969 erneuert. | 18. Jh.                     | 118699 DDB |
| Kriegerdenkmal                                      | Kriegerdenkmal                                          | Platz von Montrichard LageFlur: 41, Flurstück: 144/66                                                                                    | Denkmal zur Erinnerung an den deutsch/französischen Krieg von 1870/71. Stehende Germania des Bildhauers Alexander Calandrelli, Steinguss auf hohem Sockel. | 1882                        | 119006 DDB |
| Hl. Johannes Nepomuk                                | Hl. Johannes Nepomuk                                    | Platz von Montrichard LageFlur: 41, Flurstück: 144/66                                                                                    | Lebensgroßes Standbild des hl. Johannes von Nepomuk | 2. Hälfte 18. Jh.           | 118765 DDB |
| Weinhaus Krone                                      | Weinhaus Krone                                          | Platz von Montrichard 1 LageFlur: 34, Flurstück: 9                                                                                       | Dreigeschossiger Fachwerkbau mit Krüppelwalmdach. Im zum Rhein gerichteten Giebel sind Reste der Stadtmauer einbezogen. | Vermutlich 1689             | 118766 DDB |
| Rheinhalle                                          | Rheinhalle                                              | Platz von Montrichard 2 LageFlur: 41, Flurstück: 140/66                                                                                  | Eingeschossiger Solitärbau der als „Agenturgebäude mit Restaurationshalle für die Rheinschiffahrt“ errichtet wurde. Standort des alten Verladekrans am Rheinufer. | Bauantrag 1902              | 118770 DDB |
| Villa Müller                                        | Villa Müller                                            | Platz von Montrichard 3 LageFlur: 34, Flurstück: 7/1                                                                                     | Repräsentatives zweigeschossiges Wohngebäude im Stil der Neorenaissance. Das Rückgebäude ist ein eingeschossiger Ziegelbau. Die Baugruppe wurde vom Architekten Jean Fürstchen für Bernhard Müller erbaut. | Bauantrag 1876              | 118768 DDB |
| Bild gesucht BW                                     |                                                         | Rheingauer Straße 2 LageFlur: 37, Flurstück: 90                                                                                          | Dreigeschossiger Fachwerkbau mit Krüppelwalmdach. In das Gebäude sind Reste des Kappeltors der Stadtmauer einbezogen. | 2. Hälfte 17. Jh.           | 118771 DDB |
| Gasthaus zur Weinpump                               | Gasthaus zur Weinpump                                   | Rheingauer Straße 3 LageFlur: 34, Flurstück: 49                                                                                          | Dreigeschossiges traufständiges Fachwerkhaus mit Krüppelwalmdach. | 17./18. Jh.                 | 118772 DDB |
| Altes Backhaus                                      | Altes Backhaus                                          | Rheingauer Straße 7 LageFlur: 34, Flurstück: 145/43                                                                                      | Gebäude mit massivem Erdgeschoss und Fachwerkoberbau. Hohes Schieferdach mit Schropfwalm. Das Fachwerk ist teilweise erneuert. | Um 1508                     | 118775 DDB |
| Bild gesucht BW                                     |                                                         | Rheingauer Straße 16 LageFlur: 37, Flurstück: 70                                                                                         | Giebelständiges Fachwerkwohnhaus | Um 1700                     | 118773 DDB |
|                                                     |                                                         | Rheingauer Straße 19 LageFlur: 34, Flurstück: 34                                                                                         | Im Kern giebelständiges Haus des 16. Jh. Im 18. Jh. durchgreifend umgestaltet. Angebautes Eckhaus mit Walmdach aus dem frühen 19. Jh. Das verfügt über ein massives Erdgeschoss und ein Fachwerkobergeschoss. Möglicherweise das halbeHaus, von welchem der Amtsknecht zum Verkauf kommende Waren ausrief. | 16. Jh.                     | 118774 DDB |
| Bild gesucht BW                                     | Rheingauer Hof                                          | Rheingauer Straße 21 LageFlur: 41, Flurstück: 44                                                                                         | Verputzter zweigeschossiger Massivbau | 18. Jh.                     | 118776 DDB |
| Amtsapotheke Eltville                               | Amtsapotheke Eltville                                   | Rheingauer Straße 22 LageFlur: 40, Flurstück: 103/76                                                                                     | Zweigeschossiger traufständiger Massivbau mit mittigem Zwerchhaus. Ehemaliges Gasthaus zum Rebstock und Mohren-Apotheke. | 18. Jh.                     | 118777 DDB |
| Bild gesucht BW                                     |                                                         | Rheingauer Straße 25/27 LageFlur: 41, Flurstück: 38/1, 39/1                                                                              | Traufständiges klassizistisches Doppelhaus mit der Straßenkrümmung folgenden geknickten Grundriss. | Um 1800                     | 118778 DDB |
| Drittes ehem. Rathaus                               | Drittes ehem. Rathaus                                   | Rheingauer Straße 28, Schlossergasse 2, Rheingauer Straße 26, Platz der Deutschen Einheit 1 LageFlur: 40, Flurstück: 65/10, 65/9, 67, 68 | Dreigeschossiges barockes Wohnhaus. Ehemaliger Gasthof „Zum Hirsch“. Von 1861 bis 1636 Rat- und Schulhaus. |                             | 118779 DDB |
| Bild gesucht BW                                     | Ehem. Spritzenhaus                                      | Rheingauer Straße 28, Platz der Deutschen Einheit 1 LageFlur: 40, Flurstück: 65/10                                                       | Ehemaliges Spritzenhaus der Gemeinde mit Schieferwalmdach und Türmchen | 19. Jh.                     | 118779     |
| Bild gesucht BW                                     | Ehem. Hof des Domkapitels/Altes Zollamt                 | Rheingauer Straße 29, Rheingauer Straße LageFlur: 41, Flurstück: 36/1, 36/2                                                              | Schlichter Steinbau, mit Wirtschaftsgebäude das dem Mainzer Domkapitel diente. Im 19. Jahrhundert war hier die Zolldienststelle untergebracht. | Vermutlich 16. Jh.          | 119013 DDB |
| Bild gesucht BW                                     |                                                         | Rheingauer Straße 30 LageFlur: 40, Flurstück: 63/5                                                                                       | Zweigeschossiges massives Wohnhaus | 18. Jh.                     | 118780 DDB |
| Bild gesucht BW                                     |                                                         | Rheingauer Straße 31 LageFlur: 41, Flurstück: 35                                                                                         | Gruppe aus zwei Fachwerkwohnhäuser. Giebelständiger Bau mit Krüppelwalmdach. | 17./18. Jh.                 | 118781 DDB |
| (Hof Langwerth von Simmern) Rheingaustraße 33       | (Hof Langwerth von Simmern) Rheingaustraße 33           | Rheingauer Straße 33 LageFlur: 41, Flurstück: 113/1                                                                                      | Langgestrecktes Fachwerkwohnhaus mit Walmdach. | 1. Hälfte 18. Jh.           | 118782 DDB |
|                                                     |                                                         | Rheingauer Straße 34 LageFlur: 40, Flurstück: 57                                                                                         | Giebelständiges dreigeschossiges Fachwerkwohnhaus | Möglicherweise noch 16. Jh. | 118783 DDB |
| Lichtenstern'sches Haus (Hof Langwerth von Simmern) | Lichtenstern'sches Haus (Hof Langwerth von Simmern)     | Rheingauer Straße 35 LageFlur: 41, Flurstück: 2/7                                                                                        | Erbaut als Sommersitz durch Habbäus von Lichtenstern, schwedischer Gesandter in Kurmainz. Zunächst eingeschossig, 1831 aufgestockter Massivbau, mit seitlich anschließender dreibogiger Tordurchfahrt, errichtet nach 1837. | Vermutlich 1669/70          | 118787 DDB |
| Hof Langwerth von Simmern                           | Hof Langwerth von Simmern                               | Rheingauer Straße 37 LageFlur: 41, Flurstück: 2/7                                                                                        | Verputztes Fachwerkwohnhaus mit mittigem Zwerchhaus | 19. Jh.                     | 118784 DDB |
| Ehem. Hotel zur Post                                | Ehem. Hotel zur Post                                    | Rheingauer Straße 46 LageFlur: 40, Flurstück: 48/1                                                                                       | Traufständiger zweigeschossiger Massivbau | 18. Jh.                     | 118785 DDB |
| Bild gesucht BW                                     |                                                         | Rheingauer Straße 48 LageFlur: 40, Flurstück: 45                                                                                         | Giebelständiges zweigeschossiges Wohn- und Geschäftshaus | 2. Hälfte 19. Jh.           | 118786 DDB |
| Ehem. Schmidtburg'scher Hof                         | Ehem. Schmidtburg'scher Hof                             | Rheingauer Straße 54 LageFlur: 40, Flurstück: 42                                                                                         | Langgestrecktes Fachwerkwohnhaus mit teilweisem massivem Erdgeschoss. 1828 verkauf an Johann Georg Herber, Präsident der nassauischen Volkskammer | Um 1800                     | 118788 DDB |
| Ehem. Gasthaus zum güldenen Engel                   | Ehem. Gasthaus zum güldenen Engel                       | Rheingauer Straße 58 LageFlur: 42, Flurstück: 23/7                                                                                       | Langgestreckter Massivbau | Um 1830                     | 118789 DDB |
| weitere Bilder                                      | Stadtturm (Stadtarchiv)                                 | Rheingauer Straße 60 LageFlur: 42, Flurstück: 24                                                                                         | Ehemaliger Sülzturm. Turm der Stadtbefestigung am Sülztor. Stadtgefängnis ab 1735 bis ins 20. Jahrhundert. Das Tor wurde 1821 abgebrochen. Der heutige Turmaufbau wurde wahrscheinlich um 1840 hergestellt | Ab 1332                     | 118790 DDB |
| weitere Bilder                                      | Ehem. Müller-Netscher-Stiftung (Ehemaliges Krankenhaus) | Rheingauer Straße 64 LageFlur: 42, Flurstück: 31/7                                                                                       | Historisierende Villa, erbaut vom Eltviller Sektfabrikanten Adam Müller-Netscher (1840-1903). Ursprünglich zweigeschossig wurde das Haus 1906 aufgestockt und mit einem Mansardendach versehen. Als Müller-Netscher-Stiftung ging das Haus in den Besitz der Stadt über und war von 1905 bis 1994 das Krankenhaus und das Kloster des Ordens der Armen Dienstmägde Christi                                                                                              | 1875                        | 118791 DDB |
| Bild gesucht BW                                     | Kapelle St. Elisabeth                                   | Rheingauer Straße 64 LageFlur: 42, Flurstück: 31/7                                                                                       | Kapelle des Ordens der Armen Dienstmägde Christi | 1920                        | 118791 DDB |
| weitere Bilder                                      | Haus Rose                                               | Rosengasse 1 LageFlur: 41, Flurstück: 122/23                                                                                             | Zweiflügeliger zweigeschossiger Massivbau mit Mansardenwalmdach im barocken Stil. Die Hauptfassade ist zum Rhein orientiert. 1850–1855 Wohnsitz der Dichterin Adelheid von Stolterfoth | Vor 1739                    | 118792 DDB |
| Villa Georg Müller                                  | Villa Georg Müller                                      | Rosengasse 1a, Rosengasse 1b LageFlur: 41, Flurstück: 121/23                                                                             | Repräsentative Neorenaissance Villa des Sektfabrikanten Georg Müller. Architekt vermutlich Jean Fürstchen. Das ältere Haus Rose wurde in die Villa integriert. Im Garten ehemaligen „Hühnerhaus“ aus Fachwerk | 1888                        | 118769 DDB |
| Alte Schule                                         | Alte Schule                                             | Rosengasse 3 LageFlur: 41, Flurstück: 19                                                                                                 | Winkelförmiger Bau. Erdgeschoss Massiv, Fachwerkobergeschoss. | Um 1500                     | 118793 DDB |
| Bild gesucht BW                                     | (Eltzer Hof) ehem. Hof des Petersstift                  | Rosengasse 4 LageFlur: 41, Flurstück: 64                                                                                                 | Zweigeschossiger Massivbau mit verändertem flachgeneigtem Dach. | 1719                        | 119029 DDB |
| Bild gesucht BW                                     | Schmidtburg-Kapelle                                     | Rosengasse 5 LageFlur: 41, Flurstück: 21/1                                                                                               | Rechteckige Kapelle mit Tonnengewölbe. Standort der ehemaligen Michaelskapelle. Heute Grablage der Grafen zu Eltz. | 1717                        | 118796 DDB |
| Kreuzigungsgruppe                                   | Kreuzigungsgruppe                                       | Rosengasse 5 LageFlur: 41, Flurstück: 21/1                                                                                               | Kreuzigungsgruppe aus Tuffstein an der Rückwand der Schmidtburg-Kapelle. Der Werkstatt Hans Backoffen zugeschrieben. | Um 1510                     | 118796 DDB |
| Bild gesucht BW                                     | Grabplatten                                             | Rosengasse 5 LageFlur: 41, Flurstück: 21/1                                                                                               | Grabplatten für Eberhard von Stockheim († 1618) und Hans Landvogt († 1590) |                             | 118796     |
| weitere Bilder                                      | Kath. Pfarrkirche St. Peter und Paul                    | Rosengasse 5/7 LageFlur: 41, Flurstück: 21/2, 56                                                                                         | Gothische Kirche (14. Jh.), auf einer romanischen Kirche de 12. Jh. und einem Vorgängerbau des 10. Jh. Umbau und Erweiterung in den 1930er Jahren. Zur Kirche gehört ein ummauerter Kirchhof. | Ab 10. Jh.                  | 118797 DDB |
| Bild gesucht BW                                     | Grabkapelle Nilkens                                     | Rosengasse 5 LageFlur: 41, Flurstück: 21/2                                                                                               | Neugotische Grabkapelle am Friedhof, Tonnengewölbe und reiche Ornamente. Nördliche Kapelle. | 1851                        | 118795 DDB |
| Bild gesucht BW                                     | Grabkapelle de Grunne                                   | Rosengasse 5 LageFlur: 41, Flurstück: 21/2                                                                                               | Neugotische Grabkapelle am Friedhof, Putzbau mit Satteldach und spitzen Aufsätzen. Südliche Kapelle. | Um 1853                     | 118795 DDB |
| Bild gesucht BW                                     | Hl. Johannes von Nepomuk                                | Rosengasse 5 LageFlur: 41, Flurstück: 21/2                                                                                               | Standbild des hl. Johannes von Nepomuk, in den 1960er an die Kirche versetzt. |                             | 118794 DDB |
| Bild gesucht BW                                     | Kreuz                                                   | Rosengasse 5 LageFlur: 41, Flurstück: 21/2                                                                                               | Sandsteinkruzifix nördlich der Kirche. 1939 hierher versetzt. | 2. Hälfte 18. Jh.           | 118798 DDB |
|                                                     |                                                         | Rosengasse 6 LageFlur: 41, Flurstück: 63                                                                                                 | Dreigeschossiges Fachwerkhaus | Ab um 1508/09               | 118700 DDB |
|                                                     |                                                         | Rosengasse 8 LageFlur: 41, Flurstück: 62                                                                                                 | Dreigeschossiges traufständiges Fachwerkhaus mit Satteldach. | Frühes 16. Jh.              | 118701 DDB |
|                                                     |                                                         | Rosengasse 9 LageFlur: 41, Flurstück: 55/1                                                                                               | Zweigeschossiges traufständiges Fachwerkhaus mit Satteldach und neuen Gauben. | Um 1800                     | 118702 DDB |
|                                                     |                                                         | Rosengasse 10 LageFlur: 41, Flurstück: 61/1                                                                                              | Dreigeschossiges traufständiges Fachwerkhaus mit Satteldach. | 17./18. Jh.                 | 118703 DDB |
| Bild gesucht BW                                     |                                                         | Rosengasse 11 LageFlur: 41, Flurstück: 54/2                                                                                              | Zweigeschossiges traufständiges Fachwerkhaus mit Satteldach. Ein Zwerchhaus erstreckt sich über fast die ganze Straßenseite und erzeugt den Eindruck eines giebelständigen Gebäudes. | Ab 16. Jh.                  | 118704 DDB |
| Bild gesucht BW                                     |                                                         | Rosengasse 12 LageFlur: 41, Flurstück: 60/1                                                                                              | Zweigeschossiges traufständiges Fachwerkhaus mit dreieckigen Grundriss. | 18. Jh.                     | 118705 DDB |
|                                                     |                                                         | Rosengasse 13/15 LageFlur: 41, Flurstück: 52, 91/53                                                                                      | Zweigeschossiger Traufenbau mit Krüppelwalmdach. Massives Erdgeschoss, Obergeschoss in Fachwerk. | Um 1700                     | 118706 DDB |
| Ehem. Forsthaus                                     | Ehem. Forsthaus                                         | Roßpfad 4 LageFlur: 37, Flurstück: 28/1                                                                                                  | Kleines Forstbeamtenwohnhaus. Eingeschossiges Gebäude mit etwa quadratischem Grundriss und Krüppelwalmdach. | Um 1900                     | 118799 DDB |
| Bild gesucht BW                                     |                                                         | Scharfensteinstraße 20 LageFlur: 25, Flurstück: 72/11                                                                                    | Freistehendes Wohnhaus im Jugendstil. Herausragendes Gebäude in der Gesamtanlage Scharfensteinstraße. | Um 1910                     | 119014 DDB |
|                                                     |                                                         | Schlittstraße 3 LageFlur: 26, Flurstück: 91/5                                                                                            | Eingeschossiges traufständiges Wohnhaus | Um 1903                     | 119085 DDB |
|                                                     |                                                         | Schlittstraße 5 LageFlur: 26, Flurstück: 322/91                                                                                          | Zweigeschossiges Wohnhaus mit Walmdach | 1903                        | 119087 DDB |
|                                                     |                                                         | Schlittstraße 9 LageFlur: 26, Flurstück: 348/110                                                                                         | Große Villa mit Walmdach, Zwerchhausgiebel und turmartigen Dachaufbau | 1905                        | 119086 DDB |
| Haus Breitenstein / Restaurant Piccolo Mondo        | Haus Breitenstein / Restaurant Piccolo Mondo            | Schmittstraße 1 LageFlur: 34, Flurstück: 40                                                                                              | Gebäudegruppe aus drei Flügeln. Über massivem Erdgeschoss vorkragendes Fachwerkobergeschoss | 16./17. Jh.                 | 119035 DDB |
| Ältestes Rathaus                                    | Ältestes Rathaus                                        | Schmittstraße 2 LageFlur: 34, Flurstück: 25                                                                                              | Ältestes Rathaus der Stadt Eltville. Eckhaus über spitzwinkligem Grundriss. Massives Erdgeschoss mit vorkragendem Fachwerkobergeschoss. | 1511–1517                   | 118800 DDB |

### Schw–Z
| Bild                                                               | Bezeichnung                                                        | Lage | Beschreibung | Bauzeit                         | Objekt-Nr. |
| ------------------------------------------------------------------ | ------------------------------------------------------------------ | --- | --- | ------------------------------- | ---------- |
| weitere Bilder                                                     | Ehem. Synagoge                                                     | Schwalbacher Straße 3 LageFlur: 40, Flurstück: 182/77 | Schmaler traufständiger Massivbau mit Satteldach. Synagoge seit 1831. 1938 wurde das Gebäude beschädigt und die Ausstattung zerstört.                                                                         |                                 | 118801 DDB |
| Ehem. Feinkost-Hoehl / Restaurant Rosenstübchen                    | Ehem. Feinkost-Hoehl / Restaurant Rosenstübchen                    | Schwalbacher Straße 7 LageFlur: 40, Flurstück: 73/2 | Ladeneinrichtung aus Pitchpine für einen Feinkostladen | Um 1900                         | 118802 DDB |
|                                                                    |                                                                    | Schwalbacher Straße 13a LageFlur: 40, Flurstück: 13/2 | Traufständiges Wohn- und Geschäftshaus in Form der Neorenaissance | 1902                            | 118805 DDB |
| Bild gesucht BW                                                    | Schlitt-Schule                                                     | Schwalbacher Straße 27 LageFlur: 38, Flurstück: 7/4 | Zweigeschossiges Schulgebäude im Stiel der Neorenaissance. Benannt nach dem Dekan Jakob Schlitt (1826–1897), Gründer der Eltviller Lateinschule                                                               | 1888                            | 118803 DDB |
|                                                                    |                                                                    | Schwalbacher Straße 30 LageFlur: 38, Flurstück: 74/4 | Voluminös wirkendes Wohnhaus mit Walmdach | Bauantrag 1884                  | 119101 DDB |
| Bild gesucht BW                                                    |                                                                    | Schwalbacher Straße 38a LageFlur: 38, Flurstück: 46/2 | Eingeschossige Villa im Landhausstil mit haubenbekröntem Eckturm. | Um 1900                         | 118806 DDB |
| weitere Bilder                                                     | Amtsgericht                                                        | Schwalbacher Straße 40 LageFlur: 21, Flurstück: 32/3 | Dreigeschossiges Gerichtsgebäude in renaissancehafter Form. | 1889–1894                       | 118804 DDB |
| Ehem. Kellerei der Hess. Staatsweingüter Schwalbacher Straße 56–62 | Ehem. Kellerei der Hess. Staatsweingüter Schwalbacher Straße 56–62 | Schwalbacher Straße 56 LageFlur: 21, Flurstück: 4/3 | Ursprünglich als Turnhalle erbaut wurde das Gebäude ab 1920 zur Kellerei der Sektkellerei Waldeck umgebaut. Ab 1922 Domänenkellerei.                                                                          | 1899                            | 118837 DDB |
| Bild gesucht BW                                                    | Ehem. Kellerei der Hess. Staatsweingüter Schwalbacher Straße 56–62 | Schwalbacher Straße 58 LageFlur: 21 II, Flurstück: 4/2 | Wohnhaus mit verschiefertem Mansardendach im Jugendstil | 1913                            | 118837 DDB |
| weitere Bilder                                                     | Ehem. Kellerei der Hess. Staatsweingüter Schwalbacher Straße 56–62 | Schwalbacher Straße 62 LageFlur: 21, Flurstück: 4/3 | Ehemaliges repräsentatives Kellereigebäude. Neobarocker großvolumiger langestecketer Hallenbau. Das Gebäude wurde mehrfach erweitert und angebaut.                                                            | 1910/11                         | 118837 DDB |
| weitere Bilder                                                     | Friedhof                                                           | Schwalbacher Straße 74 LageFlur: 24, Flurstück: 207/2 | Wertvolle Gräber des späten 19. und frühen 20. Jahrhunderts | 1872                            | 119030 DDB |
| Grab Pfarrer Jakob Schlitt                                         | Grab Pfarrer Jakob Schlitt                                         | Schwalbacher Straße 74 Flur: 24, Flurstück: 207/2 | | 1879                            |            |
| Grab Adam Müller-Netscher                                          | Grab Adam Müller-Netscher                                          | Schwalbacher Straße 74 Flur: 24, Flurstück: 207/2 | | Um 1910                         |            |
| Grab Fam. Jac. Kopp                                                | Grab Fam. Jac. Kopp                                                | Schwalbacher Straße 74 Flur: 24, Flurstück: 207/2 | |                                 |            |
| Grab Müller-Gastell                                                | Grab Müller-Gastell                                                | Schwalbacher Straße 74 Flur: 24, Flurstück: 207/2 | | 1894                            |            |
| Grab Fam. Friedrich Franz Müller / Georg Müller                    | Grab Fam. Friedrich Franz Müller / Georg Müller                    | Schwalbacher Straße 74 Flur: 24, Flurstück: 207/2 | | Ab 1875                         |            |
| Direkt Bild zu diesem Denkmal hochladen                            | Grab Fam. Bernhard Müller                                          | Schwalbacher Straße 74 Flur: 24, Flurstück: 207/2 | | Ab 1871                         |            |
| Grab Fam. Leonhard                                                 | Grab Fam. Leonhard                                                 | Schwalbacher Straße 74 Flur: 24, Flurstück: 207/2 | |                                 |            |
| Grab Fam. Leonhard Adolph Herber                                   | Grab Fam. Leonhard Adolph Herber                                   | Schwalbacher Straße 74 Flur: 24, Flurstück: 207/2 | | Ab 1875                         |            |
| Direkt Bild zu diesem Denkmal hochladen                            | Grab Müller                                                        | Schwalbacher Straße 74 Flur: 24, Flurstück: 207/2 | |                                 |            |
| Direkt Bild zu diesem Denkmal hochladen                            | Grab Schuhmacher Pütz/Voss                                         | Schwalbacher Straße 74 Flur: 24, Flurstück: 207/2 | |                                 |            |
| Grab Johann Becker                                                 | Grab Johann Becker                                                 | Schwalbacher Straße 74 Flur: 24, Flurstück: 207/2 | |                                 |            |
| Grab Heinrich Bott                                                 | Grab Heinrich Bott                                                 | Schwalbacher Straße 74 Flur: 24, Flurstück: 207/2 | |                                 |            |
| Grab Familie Munsch/Burg                                           | Grab Familie Munsch/Burg                                           | Schwalbacher Straße 74 Flur: 24, Flurstück: 207/2 | Signatur: Ferd. (Ferdinand) Leonhard | 1912/16                         |            |
| Direkt Bild zu diesem Denkmal hochladen                            | Grab Fam Englerth                                                  | Schwalbacher Straße 74 Flur: 24, Flurstück: 207/2 | | Um 1901                         |            |
| Grab Matheus Müller (d. J.)                                        | Grab Matheus Müller (d. J.)                                        | Schwalbacher Straße 74 Flur: 24, Flurstück: 207/2 | | Um 1870                         |            |
| Grab Matheus Müller (d. Ä.)                                        | Grab Matheus Müller (d. Ä.)                                        | Schwalbacher Straße 74 Flur: 24, Flurstück: 207/2 | | Um 1847                         |            |
| Grab Freiherr Langwerth von Simmern                                | Grab Freiherr Langwerth von Simmern                                | Schwalbacher Straße 74 Flur: 24, Flurstück: 207/2 | | Um 1846                         |            |
| Direkt Bild zu diesem Denkmal hochladen                            | Grab Raky                                                          | Schwalbacher Straße 74 Flur: 24, Flurstück: 207/2 | | Um 1901                         |            |
| Grab Familie Heinrich Bott                                         | Grab Familie Heinrich Bott                                         | Schwalbacher Straße 74 Flur: 24, Flurstück: 207/2 | | Um 1888                         |            |
| Grab Jacob Becker                                                  | Grab Jacob Becker                                                  | Schwalbacher Straße 74 Flur: 24, Flurstück: 207/2 | | Um 1908                         |            |
| Grab Ehegatten Rang                                                | Grab Ehegatten Rang                                                | Schwalbacher Straße 74 Flur: 24, Flurstück: 207/2 | |                                 |            |
| Direkt Bild zu diesem Denkmal hochladen                            | Grab Fam. Germersheim                                              | Schwalbacher Straße 74 Flur: 24, Flurstück: 207/2 | | Ab 1872                         |            |
| Grab Fam. Ernst Wilhelm Müller                                     | Grab Fam. Ernst Wilhelm Müller                                     | Schwalbacher Straße 74 Flur: 24, Flurstück: 207/2 | | Ab 1882                         |            |
| Grab Fam. Schumacher                                               | Grab Fam. Schumacher                                               | Schwalbacher Straße 74 Flur: 24, Flurstück: 207/2 | | Ab 1911                         |            |
| Grab Fam. Josef Abt                                                | Grab Fam. Josef Abt                                                | Schwalbacher Straße 74 Flur: 24, Flurstück: 207/2 | | Ab 1923                         |            |
| Grab J.G. Herber                                                   | Grab J.G. Herber                                                   | Schwalbacher Straße 74 Flur: 24, Flurstück: 207/2 | | Um 1833                         |            |
| Grab Simon Leonhard                                                | Grab Simon Leonhard                                                | Schwalbacher Straße 74 Flur: 24, Flurstück: 207/2 | | Um 1881                         |            |
| Grab Josef Leonhard                                                | Grab Josef Leonhard                                                | Schwalbacher Straße 74 Flur: 24, Flurstück: 207/2 | | Um 1901                         |            |
| Grab Schwank                                                       | Grab Schwank                                                       | Schwalbacher Straße 74 Flur: 24, Flurstück: 207/2 | | Ab 1951                         |            |
| Grab Fam. Conrad Herber                                            | Grab Fam. Conrad Herber                                            | Schwalbacher Straße 74 Flur: 24, Flurstück: 207/2 | |                                 |            |
| Grab Fam. Kremer                                                   | Grab Fam. Kremer                                                   | Schwalbacher Straße 74 Flur: 24, Flurstück: 207/2 | | Ab 1910                         |            |
| Grab Fam. Hoehl                                                    | Grab Fam. Hoehl                                                    | Schwalbacher Straße 74 Flur: 24, Flurstück: 207/2 | | Ab 1917                         |            |
| Direkt Bild zu diesem Denkmal hochladen                            | Grab ohne Inschrift                                                | Schwalbacher Straße 74 Flur: 24, Flurstück: 207/2 | |                                 |            |
| Grab Fam. Josef Raschi                                             | Grab Fam. Josef Raschi                                             | Schwalbacher Straße 74 Flur: 24, Flurstück: 207/2 | |                                 |            |
| Grab ohne Inschrift                                                | Grab ohne Inschrift                                                | Schwalbacher Straße 74 Flur: 24, Flurstück: 207/2 | |                                 |            |
|                                                                    |                                                                    | Steingasse 1 LageFlur: 37, Flurstück: 68 | Kleines traufständiges Fachwerkhaus des ehemaligen Handwerkerviertels | 17./18. Jh.                     | 118707 DDB |
|                                                                    |                                                                    | Steingasse 2 LageFlur: 37, Flurstück: 47 | Kleines traufständiges Gebäude des ehemaligen Handwerkviertels | 17./18. Jh.                     | 118708 DDB |
|                                                                    |                                                                    | Steingasse 4 LageFlur: 37, Flurstück: 48 | Kleines traufständiges Fachwerkhaus des ehemaligen Handwerkviertels | 17./18. Jh.                     | 118709 DDB |
|                                                                    |                                                                    | Steingasse 6 LageFlur: 37, Flurstück: 49 | Kleines traufständiges Fachwerkhaus des ehemaligen Handwerkviertels | 17./18. Jh.                     | 118710 DDB |
| weitere Bilder                                                     | Steinheimer Hof                                                    | Steinheimer Hof, Unter dem Hof, Steinheimer, Osterberg, Oberwallufer Straße, Ober Steinheim, Liebau LageFlur: 17, 18, 19, Flurstück: 123/33, 124/33, 149/107, 28/1, 28/2, 29–32, 34–36, 38/1, 39/1, 2/3, 3/1, 51/1, 51/8, 51/9, 5/2, 5/5, 62/51, 63/52, 64/52, 2/1 | Umfangreicher Landwirtschaftlicher Hof an Stelle des ehemaligen Dorfs Steinheim. Bis 1803 einer der wichtigsten Höfe des Klosters Eberbach.                                                                   | Ab um 1175                      | 118816 DDB |
| Bild gesucht BW                                                    |                                                                    | Steinheimer Straße 16, Steinheimer Straße 18, Am Sonnenglück 3, Am Sonnenglück 1 LageFlur: 44, Flurstück: 298/2, 298/3, 299, 300 | Kleines eingeschossiges Holzhaus mit Satteldach auf winkelförmigen Grundriss. | Um 1905                         | 119109 DDB |
| Städtisches Bauamt                                                 | Städtisches Bauamt                                                 | Taunusstraße 4 LageFlur: 40, Flurstück: 19/1 | Dreigeschossiger neoklassizistischer Massivbau mit flachem Walmdach. Wohnhaus des Eltviller Amtsrichters und späteren Oberbürgermeister von Wiesbaden Christian Schlichter.                                   | 19. Jh.                         | 118807 DDB |
|                                                                    |                                                                    | Taunusstraße 8a LageFlur: 38, Flurstück: 155/21 | Traufständiges zweigeschossiges Wohnhaus im Jugendstil. | 1900                            | 118808 DDB |
| Bild gesucht BW                                                    | Ev. Christuskirche                                                 | Taunusstraße 23 LageFlur: 21, Flurstück: 51/3 | Rechteckiger Saalbau in neugotischer Form mit rechteckigem Dachreiter und niedriger Eingangsvorhalle. | Bauantrag 1901, Einweihung 1902 | 118898 DDB |
| Bild gesucht BW                                                    |                                                                    | Taunusstraße 26 LageFlur: 21, Flurstück: 51/2 | Villenartiges Wohnhaus mit bewegter Dachlandschaft. | Bauantrag 1902                  | 118809 DDB |
| Villa Belvedere                                                    | Villa Belvedere                                                    | Wallufer Straße 2 LageFlur: 43, Flurstück: 2/5 | Freistehende Villa in neubarocker Form mit zwei Wohngeschossen und Walmdach. Um 1920 Peter-Jordan-Schule. | Bauantrag 1873                  | 118810 DDB |
| Bild gesucht BW                                                    | Ehem. Villa Rheinberg                                              | Wallufer Straße 3 LageFlur: 43, Flurstück: 10/11, 52/10 | Freistehende Villa. Die zugehörige Remise und der Aussichtsturm sind nicht mehr erhalten. Älteste Villa am Eltviller Rheinufer                                                                                | Um 1835                         | 118811 DDB |
| Bild gesucht BW                                                    | Ehem. Villa Maria                                                  | Wallufer Straße 5 LageFlur: 43, Flurstück: 7/8 | Klassizistische freistehende Villa mit Kutscherhaus (von 1899). | Mitte 19. Jh                    | 118812 DDB |
| Bild gesucht BW                                                    |                                                                    | Wallufer Straße 8 LageFlur: 43, Flurstück: 4/5 | Backsteinwohnhaus mit Walmdach | 1886                            | 118813 DDB |
| Bild gesucht BW                                                    | Ehem. Villa Rheineck                                               | Wallufer Straße 9 LageFlur: 20, Flurstück: 144/1 | Zweigeschossige neoklassizistische Villa mit Mansarddach. | Bauantrag 1883                  | 118814 DDB |
| Ehem. Villa St. Georg                                              | Ehem. Villa St. Georg                                              | Wallufer Straße 11 LageFlur: 20, Flurstück: 141/4 | Zweigeschossige Villa mit flachem Walmdach | Bauantrag 1872                  | 118900 DDB |
| Ehem. Villa Lotos                                                  | Ehem. Villa Lotos                                                  | Wallufer Straße 13 LageFlur: 20, Flurstück: 140/7 | Landhausartige Villa mit Walmdach und zugehörigem Kutscherhaus. | Bauantrag 1901                  | 118815 DDB |
| Haus Rheinblick                                                    | Haus Rheinblick                                                    | Wallufer Straße 17 LageFlur: 20, Flurstück: 140/4, 191/140 | Großzügige Villa im „englischen Stil“. Zweigeschossiger Bruchsteinbau mit Schieferdächern | 1920                            | 118976 DDB |
| Weinbauamt und Weinbauschule Eltville                              | Weinbauamt und Weinbauschule Eltville                              | Wallufer Straße 19 LageFlur: 20, Flurstück: 199/140 | Wohn- und Kellereigebäude im Stil einer neobarocken Villa. Das Gebäude steht im Gegensatz zu den anderen Villen mit der Traufseite zur Wallufer Straße.                                                       | Bauantrag 1896                  | 118817 DDB |
| Bild gesucht BW                                                    | Verwaltungs- und Saalbau                                           | Wallufer Straße 19 LageFlur: 20, Flurstück: 199/140 | Langgestreckter zweigeschossiger Bau am Rheinufer. | Um 1950                         | 118817 DDB |
| Bild gesucht BW                                                    | Villa Rheinfried                                                   | Wallufer Straße 25/25a LageFlur: 19, Flurstück: 5/10 | Schlichtes Wohnhaus mit Satteldach, Zwerchhaus und Balkonvorbau. Als Ersatz für die 1944 durch Bombentreffer zerstörte Villa.                                                                                 | 1949                            | 118901 DDB |
| Bild gesucht BW                                                    | Garten                                                             | Wallufer Straße 25/25a LageFlur: 19, Flurstück: 5/10 | Weitestgehend erhaltener Garten der Villa mit Ökonomiegebäude, Pförtnerhaus und Wasserturm | 19. Jh.                         | 118901 DDB |
| Bild gesucht BW                                                    | Kavaliershaus                                                      | Wallufer Straße 25/25a LageFlur: 19, Flurstück: 5/7 | Kleines klassizistisches Wohnhaus auf langrechteckigem Grundriss mit flachem Walmdach. | 1844                            | 118901 DDB |
| Bild gesucht BW                                                    | Villa Belmonte                                                     | Wallufer Straße 61 LageFlur: 17, Flurstück: 95/4 | Repräsentatives spätklassizistisches Wohnhaus. Rechteckgrundriss mit flachem Walmdach. Erbaut für Wilhelm Oechelhaeuser, ehem. Reichstagsabgeordneter.                                                        | 1870–1872                       | 118818 DDB |
| Bild gesucht BW                                                    | Wasserturm der Villa Hagedorn                                      | Wallufer Straße 65 LageFlur: 17, Flurstück: 93/1 | Burgartig gestalteter Wasserturm in romantischer Parklandschaft. | 1868                            | 118819 DDB |
| Bild gesucht BW                                                    | Landhaus Bieberstein                                               | Wallufer Straße 75 LageFlur: 17, Flurstück: 64/1 | Kleine eingeschossige Villa mit verschiefertem Walmdach am Rheinufer. | Bauantrag 1897                  | 119105 DDB |
| Bild gesucht BW                                                    | Ehem. Forsthaus                                                    | Wiesweg 91 LageFlur: 2, Flurstück: 10/3 | Kleines traufständiges Wohnhaus mit Satteldach. | 1907                            | 118832 DDB |
| Bild gesucht BW                                                    | Pietà                                                              | Wilhelm-Kreis-Straße LageFlur: 26, Flurstück: 146/15 | Bildstock aus rotem Sandstein. Der ursprüngliche Standort war an der Gemarkungsgrenze zu Kiedrich. | 1749                            | 119012 DDB |
| Bild gesucht BW                                                    |                                                                    | Wilhelmstraße 5 LageFlur: 40, Flurstück: 18 | Gründerzeitliches traufständiges Wohnhaus in spätgotischem Stil mit mittigem Zwerchhaus. | Bauantrag 1874                  | 118820 DDB |
| Saalbau des Mainzer Hofes                                          | Saalbau des Mainzer Hofes                                          | Wilhelmstraße 13 LageFlur: 40, Flurstück: 36/1 | Eingeschossiger rechteckiger Saalbau mit Satteldach. | 1896                            | 118821 DDB |
| weitere Bilder                                                     | Bahnhof Eltville                                                   | Wilhelmstraße 14, Wörthstraße, Wilhelmstraße LageFlur: 39, Flurstück: 27/10, 27/16, 27/17, 27/20 | Kubisch klassizistischer zweieinhalbgeschossiger Bau mit Walmdach. | 1857                            | 118893 DDB |
|                                                                    |                                                                    | Wörthstraße 1 LageFlur: 36, Flurstück: 10/13 | Voluminöses eingeschossiges Wohnhaus mit Mansardwalmdach. | Bauantrag 1911                  | 119088 DDB |
| Sektmanufaktur Schloss Vaux                                        | Sektmanufaktur Schloss Vaux                                        | Wörthstraße 2, Wörthstraße 4 LageFlur: 26, Flurstück: 99/3 | Winkelförmiges neugotisches Weinkellereigebäude und Wohnhaus mit roter Ziegelverblendung. Erbaut nach Plänen des Wiesbadener Architekten Alfred Schellenberg. Seit 1921 Sitz der Sektmanufaktur Schloss Vaux. | Bauantrag 1897                  | 118822 DDB |
|                                                                    |                                                                    | Wörthstraße 3 LageFlur: 36, Flurstück: 30/10 | Voluminöses eingeschossiges Wohnhaus mit Mansardwalmdach. Das Haus bildet eine Baugruppe mit dem zeitgleich vom selben Architekten erbauten Haus Wörthstraße 1                                                | Bauantrag 1911                  | 119089 DDB |
|                                                                    |                                                                    | Wörthstraße 6 LageFlur: 26, Flurstück: 234/91 | Wohnhaus mit Krüppelwalmdach | Bauantrag 1900                  | 119090 DDB |
|                                                                    |                                                                    | Wörthstraße 8 LageFlur: 26, Flurstück: 233/91 | Zweigeschossiges massives Wohnhaus. | Bauantrag 1898                  | 119091 DDB |
|                                                                    |                                                                    | Wörthstraße 10 LageFlur: 26, Flurstück: 232/91 | Zweigeschossiges massives Wohnhaus in Renaissanceformen. | Bauantrag 1899                  | 119092 DDB |
|                                                                    |                                                                    | Wörthstraße 21 LageFlur: 37, Flurstück: 160/1 | Historisierendes Wohnhaus in Renaissanceform | Um 1900                         | 119081 DDB |
|                                                                    |                                                                    | Wörthstraße 24 LageFlur: 26, Flurstück: 214/86 | Zweigeschossiger Backsteinbau mit turmartig überhöhtem Mittelteil. | Vor 1900                        | 119032 DDB |
|                                                                    |                                                                    | Wörthstraße 38/40 LageFlur: 38, Flurstück: 76/1, 76/2 | Zweigeschossiges Backsteindoppelhaus im gründerzeitlichen Stil. | Vor 1900                        | 119093 DDB |
|                                                                    |                                                                    | Wörthstraße 58 LageFlur: 39, Flurstück: 14/8 | Gelber Backsteinbau | 1891                            | 783984 DDB |

### Außerhalb der Ortslage
| Bild                                                   | Bezeichnung                                            | Lage | Beschreibung | Bauzeit          | Objekt-Nr. |
| ------------------------------------------------------ | ------------------------------------------------------ | --- | --- | ---------------- | ---------- |
| Waldhohl                                               | Waldhohl                                               | Außerhalb der Ortslage 1 LageFlur: 24, Flurstück: 248/2, 273/6 | Hohlweg zum Eltviller Gemeindewald in der Verlängerung der Waldstraße. Bestandteil des vorgeschichtlichen und frühmittelalterlichen Wegenetzes. Am Weg das in jüngerer Zeit erneuerte sog. Kuhhirtenkreuz. | Vorgeschichtlich |            |
| Waldhohle Dreifaltigkeitssäule                         | Waldhohle Dreifaltigkeitssäule                         | Hollerstrauch (Außerhalb der Ortslage 2) LageFlur: 24, Flurstück: 241/9 | Sandsteinsäule mit dem Reliefbild der Dreifaltigkeit | 1730             | 119063 DDB |
| Weinhohle                                              | Weinhohle                                              | Weinhohle (Außerhalb der Ortslage 3) LageFlur: 23, Flurstück: 225/1, 225/3 | Hohlweg von Eltville über die Weinbergslagen Sonnenberg und Großer Hub zur alten Rheingauer Straße. Der wichtige historische Wirtschaftsweg schneidet besonders in Ortsnähe tief in das Gelände ein.       |                  | 119069 DDB |
| Bild gesucht BW                                        | Leinpfad                                               | Leinpfad, Wallufer Straße, Rheinberg, Am Rheinufer (Außerhalb der Ortslage 4) LageFlur: 17–20, 31, 33, 34, 41–43, Flurstück: 99/2, 44/1, 7/1, 151/2, 151/3, 4/7, 10/3, 82/2, 75/1, 61/1, 14/1 | Leinpfad zwischen Eltville und Walluf, weitestgehend im Ausbauzustand des 19. Jahrhunderts erhalten. | 1851–1884        | 119061 DDB |
| Weinbergshäuschen Wilhelmshöhe                         | Weinbergshäuschen Wilhelmshöhe                         | Oberer Sonnenberg (Außerhalb der Ortslage 5) LageFlur: 22, Flurstück: 213/32 | Massives Weinbergshäuschen auf achteckigem Grundriss | 1874             | 119007 DDB |
| Bornhäuschen                                           | Bornhäuschen                                           | Langenstück (Außerhalb der Ortslage 6) LageFlur: 23, Flurstück: 242/1 | Ehemalige Brunnenfassung aus Werkstein | 1915             | 119107 DDB |
| Regina Pacis                                           | Regina Pacis                                           | Unterer Sonnenberg (Außerhalb der Ortslage 7) LageFlur: 22, Flurstück: 252/134 | Barocke Madonnenfigur aus rotem Sandstein. Am Sockel Wappenschild Hugo Franz zu Eltz. Weihedatum 1767, Renoviert 1905 und 2016                                                                             | 1767             | 118823 DDB |
| Gemarkungsgrenzstein Eltville-Oberwalluf               | Gemarkungsgrenzstein Eltville-Oberwalluf               | Steinheimer Hof (Außerhalb der Ortslage 8) LageFlur: 18, Flurstück: 2/3 | Roter Sandstein mit abgewitterter Inschrift | 1809             | 119033 DDB |
| Bild gesucht BW                                        | Grenzstein am Leinpfad                                 | Rheinberg (Leinpfad) (Außerhalb der Ortslage 9) LageFlur: 18, Flurstück: 14 | Sandstein mit Wappenschild von Stadion | 18. Jh.          | 938988 DDB |
| Gütergrenzsteine des Zehntbezirks des St. Peterstiftes | Gütergrenzsteine des Zehntbezirks des St. Peterstiftes | Mittlerer Sonnenberg, Langenstück, Hanach (Außerhalb der Ortslage 10) LageFlur: 22, 23, Flurstück: 34, 39/1, 45/1, 67, 183, 184                                                               | Große quadratische Grenzsteine aus Sandstein. Eingraviert auf einer oder zwei Seiten große Schlüssel als Symbol des Peterstiftes                                                                           | 1724             | 119042 DDB |
| Bild gesucht BW                                        | Grenzstein                                             | Albus (Außerhalb der Ortslage 11) LageFlur: 7, Flurstück: 48 | Grenzstein aus Sandstein. 2002 auf Eltviller Gemarkung versetzt. Der Stein trägt das Eltviller und das Kiedricher Wappen                                                                                   | 1773             | 124771 DDB |
| Bild gesucht BW                                        | Wegekreuz                                              | Albus (Außerhalb der Ortslage 11) LageFlur: 7, Flurstück: 48 | Schlichtes Wegekreuz aus rotem Sandstein | 19. Jh.          | 124771 DDB |
| Bild gesucht BW                                        | Grenzstein                                             | Obere Sauerwasserpfad (Außerhalb der Ortslage 12) LageFlur: 1, Flurstück: 5/1 | Grenzstein aus Sandstein. Der Stein trägt das Eltviller und das Kiedricher Wappen. Teil der Grenzsteinreihe zwischen Eltville und Kiedrich                                                                 | 1773             | 124769 DDB |